# Teorema de Goursat
El teorema de Goursat es un resultado en teoría de  grupos que describe los subgrupos de un producto directo en términos de grupos cocientes.
| Si {\displaystyle G,H} son grupos, entonces existe una biyección entre el conjunto de subgrupos de {\displaystyle G\times H} y el conjunto de ternas {\displaystyle (A/B,C/D,\phi )} donde {\displaystyle A/B} es un cociente en {\displaystyle G}, {\displaystyle C/D} es un cociente en {\displaystyle H} y {\displaystyle \phi :A/B\to C/D} es un isomorfismo. |

El teorema fue presentado en 1889 por Edouard Goursat (1858-1936).